# Jorge, Príncipe Herdeiro da Sérvia
Jorge Karađorđević (em sérvio: Ђорђе Карађорђевић; romaniz.: Đorđe Karađorđević; Cetinje, 27 de agosto de 1887 – Belgrado, 17 de outubro de 1972) foi Príncipe Herdeiro da Sérvia e herdeiro aparente de Pedro I da Sérvia. Perdeu seus direitos de sucessão ao trono após chutar sua criada até a morte em um acesso de raiva.

## Início da vida
Jorge nasceu como membro da Casa de Karađorđević. Seu avô, Alexandre Karađorđević, havia governado brevemente o Principado da Sérvia durante o período de 1842-1858, mas ele foi o primeiro e único governante de sua família, que não possuía ancestrais reais. Depois de ser deposto em 1858, o avô de Jorge e sua família tiveram que deixar sua terra natal,e na época do nascimento de Jorge, eles estavam no exílio a cerca de três décadas.
O pai de Jorge, Pedro Karađorđević (o futuro Pedro I da Sérvia), fez um casamento vantajoso bastante tarde na vida com Ljubica (conhecida como Zorka do Montenegro), a filha mais velha d Nicolau I de Montenegro. Depois do casamento com a princesa, ele morou no Principado de Montenegro, e todos os seus filhos nasceram lá. Assim, Jorge nasceu em Cetinje e passou os primeiros anos de sua vida da corte de seu avô materno. Ele era o primeiro de cinco irmãos, dois acabaram morrendo na infância; ele cresceu junto com sua única irmã, Helena de Montenegro, e seu irmão mais novo, Alexandre. Em março de 1890, quando Jorge tinha apenas dois anos, sua mãe morreu no parto. Pouco depois, Pedro mudou com seus três filhos órfãos para Genebra (onde ele viveu no exílio antes de seu casamento) e depois para a Rússia. Na Rússia, Jorge na Page Corps de Alexandre II da Rússia.

## Príncipe Herdeiro
Em 1903, com 17 anos, Jorge retornou à Sérvia junto com sua família, depois de um golpe no palácio com a conspiração de oficiais do exército que derrubaram a dinastia Obrenović e proclamara seu pai como Rei da Sérvia. Em consequência disso, Jorge tornou-se Príncipe Herdeiro.

## Renúncia
O príncipe tinha a fama de ser temperamental, e em uma ocasião atacou seu tutor, Major Levasseur, que teve de ser enviado de volta para Paris. Em 1909 um escândalo muito sério estourou quando ele matou sua criada a chutando até a morte.
Embora houvesse medidas para esconder o assassinato, a verdade veio à tona, e ele teve que renunciar seus direitos de sucessão. Jorge tentou retratar sua renúncia de diversas formas, mas não teve resultados.

## Vida posterior e casamento
Depois da guerra, a família Karađorđević foi declarada inimiga de estado pelo regime comunista de  Josip Broz Tito. No entanto, o Príncipe Jorge teve a permissão de se aposentar em Belgrado sendo o único membro da família real que pode permanecer no país. Em 1947, aos 60 anos, ele se casou com Radmila Radonjić (Njeguši, 4 de julho de 1907 – Belgrado, 5 de setembro de 1993) , um membro da família Radonjić, que possuía o título hereditário de guvernadur de Montenegro. O casal não teve filhos. Ele escreveu suas memórias Istina o mom mom životu (Truth About my Life).

Ele morreu em 17 de outubro de 1972 em Belgrado e foi enterrado na Igreja de São Jorge em Topola, na República Socialista Federativa da Iugoslávia. 